# Acanthize de Nouvelle-Guinée
Espèce
Statut de conservation UICN

 LC  : Préoccupation mineure
L'Acanthize de Nouvelle-Guinée (Acanthiza murina) est une espèce de petit passereau appartenant à la famille des Acanthizidae.

## Répartition
Cet oiseau peuple la chaîne Centrale (Nouvelle-Guinée). 